# Simon Camille Dufresse
Simon Camille Dufresse, né le 2 mars 1762 à La Rochelle et mort le 27 février 1833 à Andrésy, est un général français.

## États de service
Comédien au théâtre Molière à Paris, il s’engage le 8 juillet 1792, comme soldat au 2e bataillon des fédérés nationaux. Il est nommé capitaine le 16 septembre 1792, et le 18 il est adjoint aux adjudants-généraux. Le 15 mai 1793, il devient adjudant-général chef de bataillon, et le 6 septembre 1793, il est adjudant-général chef de brigade.
Il est promu général de brigade d’infanterie le 22 brumaire an II (12 novembre 1793), employé à l’état-major de la place de Lille. Le député Duhem, en mission à l’armée du Nord, le destitue ainsi que plusieurs autres officiers, qu’il accusait de trahison. Il est arrêté mais remis en liberté sur ordre du Comité de salut public à la suite du rapport de Jeanbon-Saint-André. Mis de nouveau en état d’arrestation après le 9 thermidor an II (27 juillet 1794), il est traduit devant le Tribunal révolutionnaire comme prévenu de tentatives de guerre civile sur la frontière nord, de vexations et de pillage. Cette accusation, prétexte pour écarter un officier méritant et ayant des opinions républicaines exaltées, tombe devant un examen attentif des faits. Absous et réintégré dans son grade, il rejoint l’armée du Nord.
Il se distingue pendant les campagnes de l’an IV. Passé à l’Armée des Côtes de Brest, puis à l’armée du Rhin, il attaque le 13 germinal an V (2 avril 1797), 2 000 Autrichiens et les bat à la tête de la 93e demi-brigade d’infanterie, et le 29 germinal an V (18 avril 1797) à la bataille de Neuwied, il reçoit deux coups de sabre.
En l’an VI, il sert à l’armée des Alpes, et à l’armée d'Italie, puis en l’an VII, à l’armée de Rome sous Championnet. Après le repli des troupes d’Ascoli vers Fermo, l’ordre est donné le 12 frimaire an VII (2 décembre 1798) de reprendre le village d’Ascoli, par les 17e, 73e demi-brigades, soutenues par le 19e régiment de dragons. Dans l’action, les troupes du général Lemoine sont acculées dans l’étroite plaine de Terni, et allaient céder à des forces supérieures, lorsqu’il arrive de Spoletto avec la 97e demi-brigade et engage l’ennemi à la baïonnette, et après une lutte de quatre heures, il le culbute et fait 10 000 prisonniers et s’empare de 8 pièces de canon.
Le 2 pluviôse an VII (21 janvier 1799), il prend le commandement de la division du général Macdonald, qui, après une suite de mésintelligences entre lui et Championnet, avait donné sa démission après la capitulation de Capoue. Le 5 du même mois, il combat à la prise de Naples, et il commande cette ville pendant quelques mois. 
De retour en France an l’an VIII, il est employé dans la 12e division militaire, et le 19 frimaire an XII (11 décembre 1803), il est fait chevalier de la Légion d’honneur, et commandeur de l’ordre le 25 prairial an XII (14 juin 1804). 
En 1808, il est créé baron de l’Empire, et il est employé à l’armée d’Espagne, comme commandant de Valladolid. Appelé à la Grande Armée, il est nommé gouverneur de Stettin en 1813, place qu’il défend avec le plus grand honneur, et qui se rend le 5 décembre 1813, après neuf mois de siège. Le 24 juin 1814, le roi Louis XVIII le fait chevalier de Saint-Louis. Pendant les Cent-Jours, il commande la place de Nantes. Il est mis à la retraite en 1815, lors de la Seconde restauration.
Il meurt le 27 février 1833 à Andrésy où il est enterré au côté de son compagnon d'armes le général comte Louis Lepic.

## Sources
- Thierry Pouliquen, « Les généraux français et étrangers ayant servis [sic] dans la Grande Armée » (consulté le 18 septembre 2013)
- (en) « Generals Who Served in the French Army during the Period 1789 - 1814: Eberle to Exelmans »
- A. Lievyns, Jean Maurice Verdot, Pierre Bégat, Fastes de la Légion-d'honneur, biographie de tous les décorés accompagnée de l'histoire législative et réglementaire de l'ordre, Tome 3, Bureau de l’administration, 1844, 529 p. (lire en ligne), p. 130.
- Louis-François l’Héritier, Les fastes de la gloire: ou, Les braves recommandés a la Postérité, Volume 2, 1819
- Rabbe, Sainte-Preuve et Vieilh de Boisjolin, Biographie universelle et portative des contemporains, ou Dictionnaire historique, tome 2, 1836